# Прапор Великоолександрівського району
Пра́пор Великоолекса́ндрівського райо́ну — офіційний символ Великоолександрівського району Херсонської області, затверджений 11 січня 2005 року рішенням сесії Великоолександрівської районної ради. Авторами проекту парапора є Богун Андрій Миколайович та Єрмоченко Віталій Іванович.

## Опис
Прапор являє собою прямокутне полотнище зі співвідношенням сторін 2:3, яке складається з трьох горизонтальних смуг: синьої, жовтої та синьої. На древковій частині жовтої смуги вміщено герб району.
Герб — це щит синього кольору зі співвідношенням висоти до ширини 9:8. У його центрі зображено сніп золотої пшениці, що асоціюється з мирною працею хлібороба. Над колоссям зображено схід сонця у вигляді соняшника, а під — золота напівшестерня з трьома золотими хвилястими лініями знизу.

## Символіка
- Жовтий колір означає достаток та багатство.
- Синій символізує вірність своєму рідному краю.